# Veit Stoß

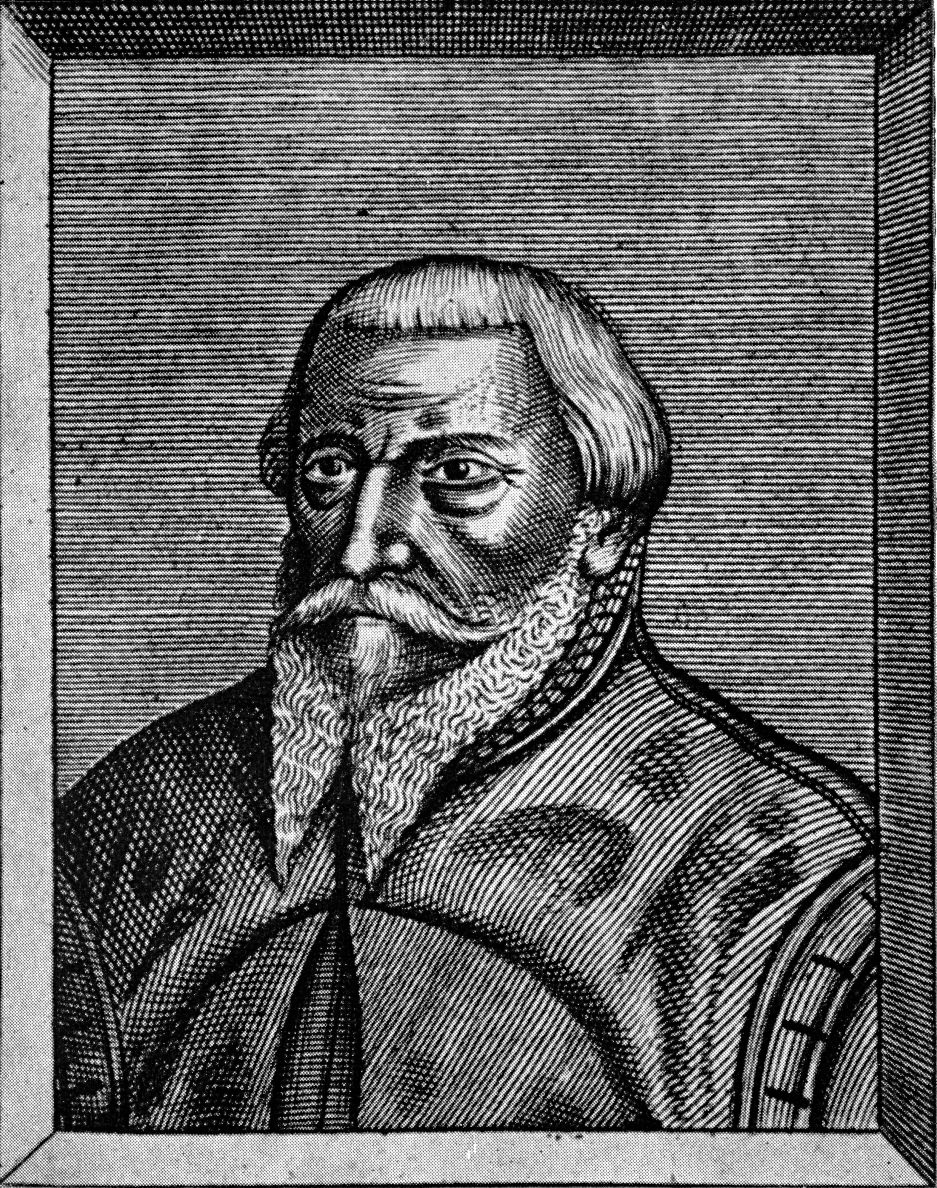
Veit Stoß, Kupferstich, um 1600

Veit Stoß (auch: Stoss, Stosz, Stuosz, polnisch Wit Stwosz; * um 1447 in Horb am Neckar, Vorderösterreich; † 1533 in Nürnberg) war ein deutscher Bildhauer und -schnitzer der Spätgotik. Er war vor allem in Krakau und Nürnberg tätig.

## Leben
Veit Stoß war als Bildhauer und -schnitzer tätig, vereinzelt auch als Maler und Kupferstecher. Er wirkte vor allem in Krakau (1477–1496) und Nürnberg (ab 1496 bis zu seinem Tod 1533), wobei er zeitweise aus Nürnberg aufgrund einer Verurteilung geflohen war. 1502 erwähnt eine Krakauer Urkunde die Herkunft „Vitti sculptoris de Horb“; wahrscheinlich stammte er aus Horb am Neckar. Eventuell war Stoß weitläufig mit der Nürnberger Kaufmannsfamilie Scheurl verwandt.
Laut dem Nürnberger Historiographen Johann Neudörffer (1547) starb Stoß 1533 im Alter von 95 Jahren, doch ist das ebenso wenig verbürgt wie das Geburtsjahr 1447 aus anderer Quelle; wahrscheinlich ist, dass er um 1445–1450 geboren wurde. Wo er seine Ausbildung erhielt, ist unbekannt. Sein Werk zeigt Einflüsse vom Oberrhein, namentlich Niclas Gerhaert und durch Kupferstiche des Meisters E. S., weitere süddeutsche (Michel Erhart in Ulm) und auch, vermutlich indirekt, niederländische Einflüsse (Claus Sluter).

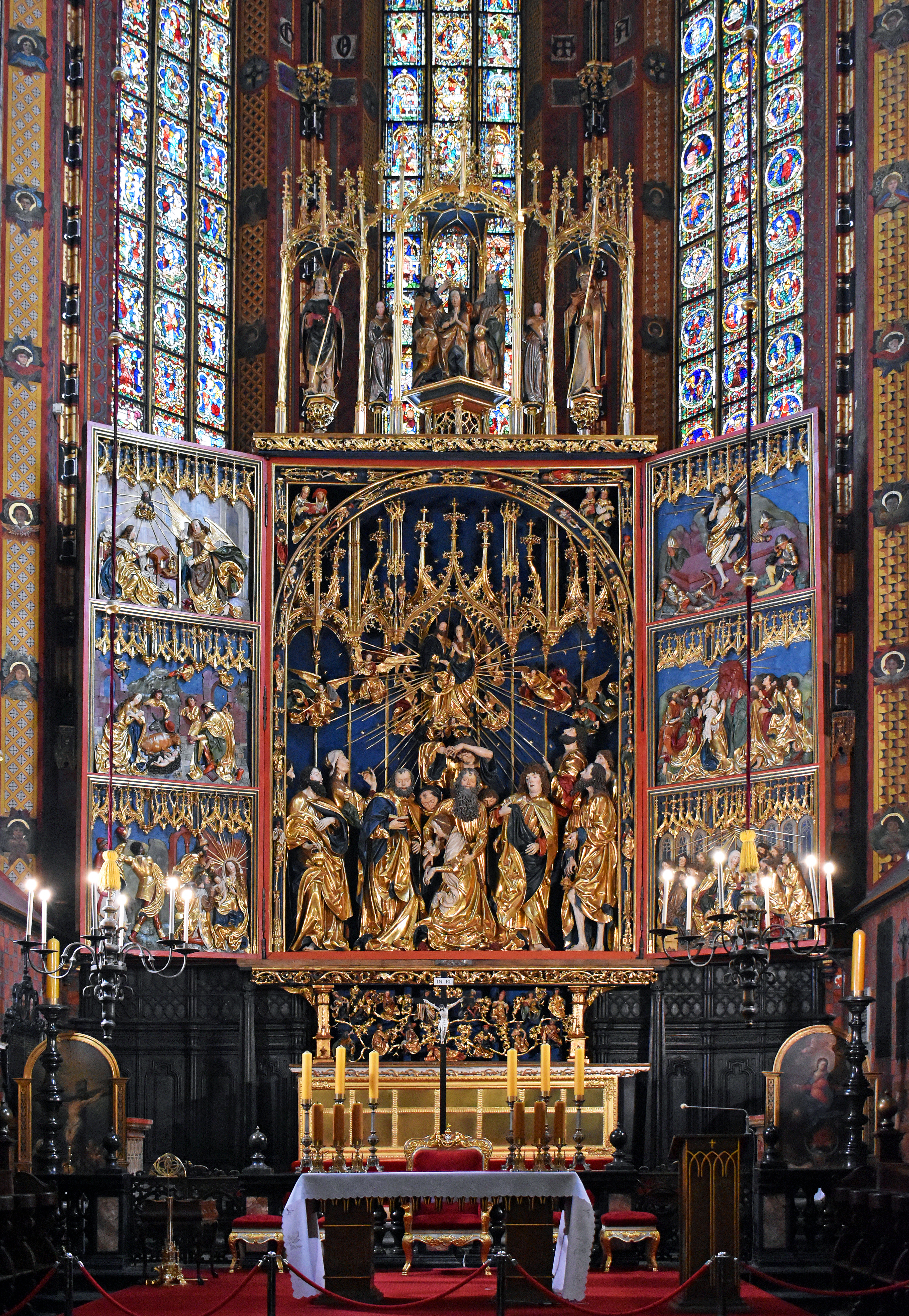
Krakauer Hochaltar (1489)

### Krakauer Periode
Erstmals 1477 erscheint er in Nürnberger Quellen, als er die Stadt verließ, um nach Krakau zu gehen, wo er Aufträge sowohl vom polnischen Hof als auch von der prosperierenden deutschen Kaufmannschaft erhielt. 1481 erwarb er das heutige Veit-Stoß-Haus in der Krakauer Altstadt zwischen dem Hauptmarkt und der Wawelburg. Sein erstes Hauptwerk ist das, „in seiner Fülle und Prächtigkeit überwältigende“ (Baxandall), farbig gefasste und vergoldete Hochaltarretabel der heutigen Marienbasilika und damaligen Pfarrkirche der deutschen Gemeinde. Der zweitgrößte erhaltene geschnitzte Flügelaltar der deutschen Gotik,1489 vollendet, besteht aus einer Gruppe fast drei Meter großer Figuren eines Marientodes im Mittelteil, während die Reliefs der doppelten Flügel mit sechs Ansichten an Tiefe und Farbigkeit sukzessive nach außen hin abnehmen. Ein weiteres war das Grabmal des polnischen Königs Kasimir IV. Jagiello aus rotem Adneter Marmor in der Krakauer Kathedrale (1492), das stilistisch die Kenntnis der Tumba Friedrichs III. von Niclas Gerhaert voraussetzt. Kurz danach entstand noch die Grabplatte des Erzbischofs Zbigniew Oleśnicki in Marmor im Dom zu Gnesen.

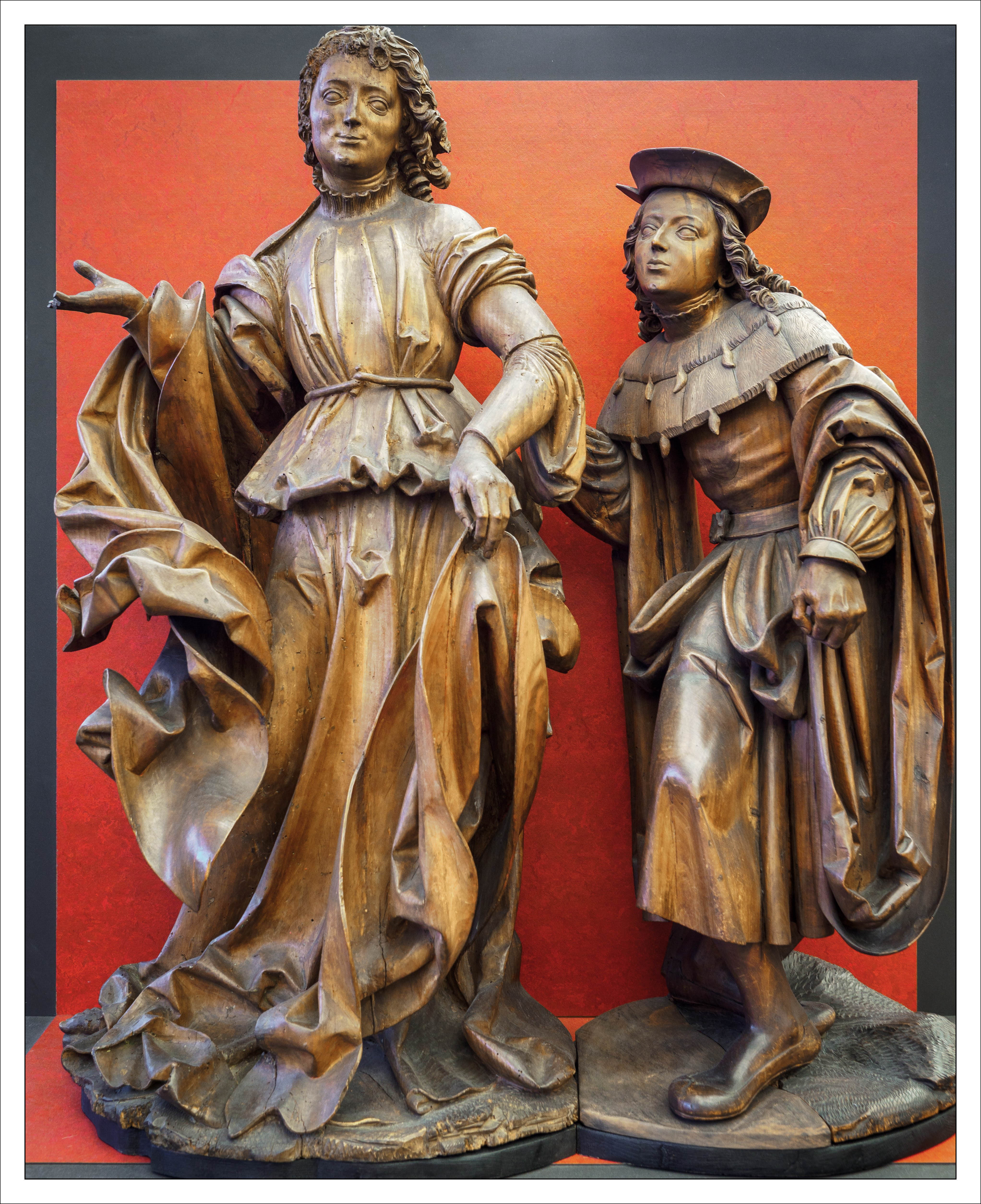
Erzengel Raphael und der junge Tobias, Lindenholz-Figurengruppe aus der Dominikanerkirche in Nürnberg (1516), heute Germanisches Nationalmuseum, Nürnberg

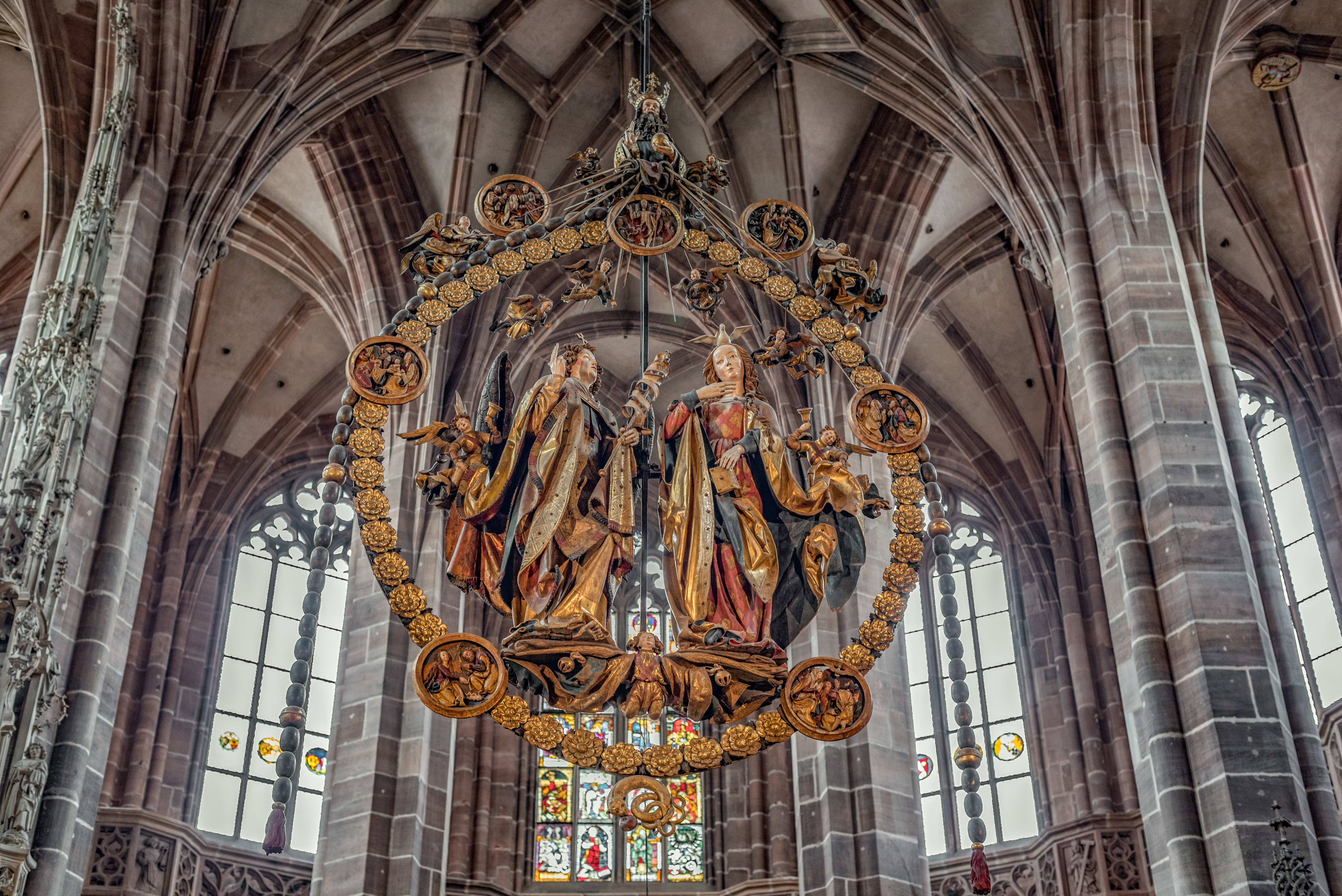
Englischer Gruß in der Lorenzkirche in Nürnberg (1517/1518)

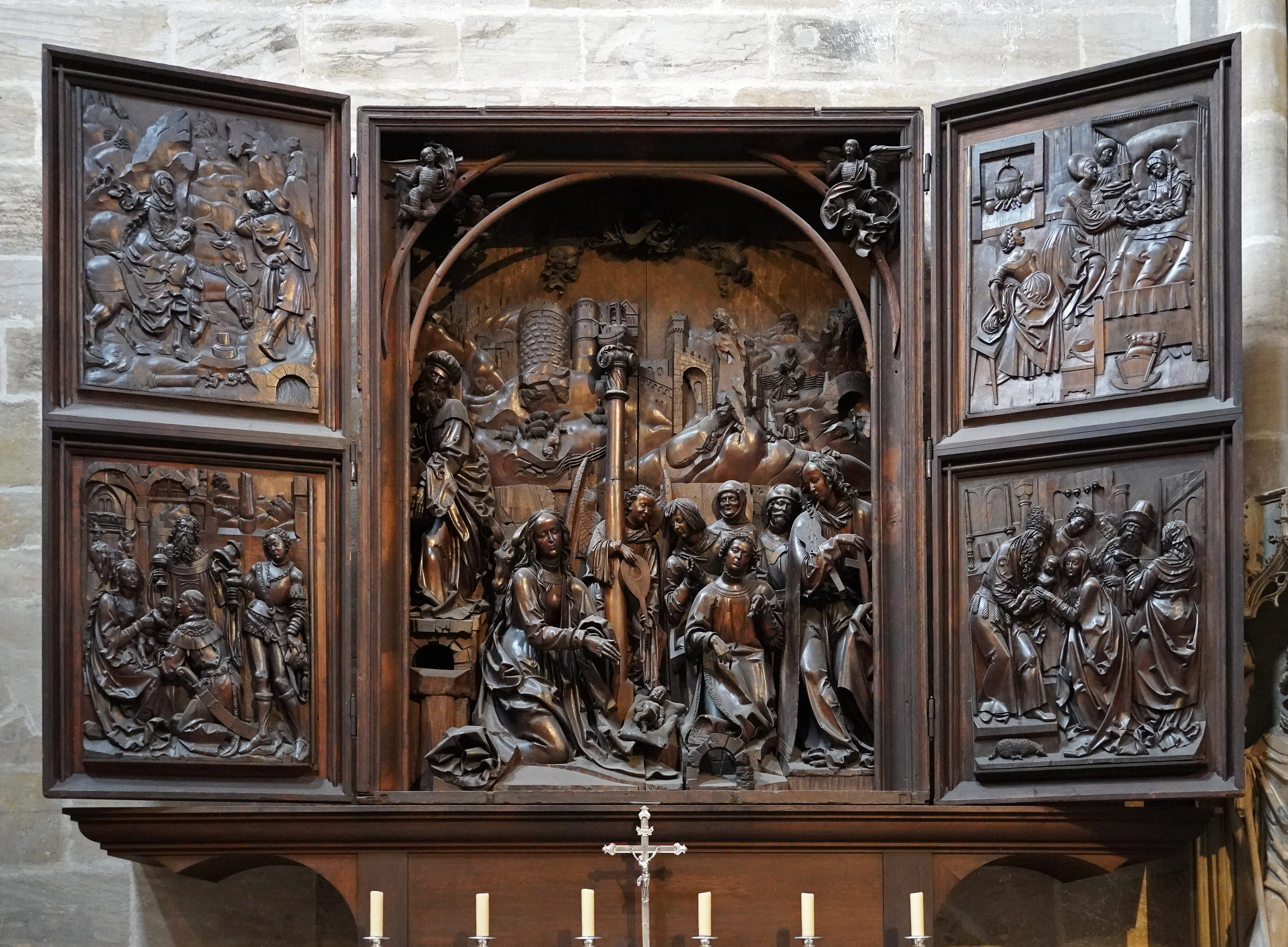
Marienaltar für die Karmeliterkirche (1520), heute im Bamberger Dom

### Nürnberg
Wohlhabend geworden kehrte Veit Stoß 1496 nach Nürnberg zurück, wo er in erster Linie Lindenholzskulpturen fertigte. Für Arbeiten in Sandstein war inzwischen Adam Kraft beherrschend, doch konnte er auch darin, durch das mit Namen und Meisterzeichen versehene Relief der Volckamer Gedächtnisstiftung  in St. Sebald (1499), sein Können unter Beweis stellen. Ab 1503 war er in ein langwieriges Gerichtsverfahren wegen Urkundenfälschung verstrickt und durfte die Stadt nicht ohne Genehmigung des Rates verlassen (siehe unten). Er floh 1504 nach Münnerstadt zu seinem Schwiegersohn Jörg Trummer, wo er Tilman Riemenschneiders bei der Aufstellung 1492 holzsichtig gebliebenes Magdalenenretabel im Auftrag des Stadtrats farbig fasste (1504) und seine einzigen bekannten Tafelbilder malte, vier Tafeln der hl. Märtyrer Kilian, Kolonat und Totnan, die ebenso für die Magdalenenkirche entstanden, deren Bleiglasfenster mit dem gleichen Thema als Vorbild dienten. 1505 kehrte er freiwillig nach Nürnberg zurück, wo er erneut verhaftet wurde.
Ein vom späteren Kaiser Maximilian I. 1506 ausgestellter Gnadenbrief wurde vom Rat der Stadt Nürnberg zwar nicht berücksichtigt, doch das Nürnberger Patriziat bestellte weiter Werke bei ihm. Herausragend ist hier der durch Anton II. Tucher gestiftete „Englische Gruß“ in der Lorenzkirche (1517/1518): vom Gewölbe des Chors herabhängend, sind die Verkündigungsfiguren des Engels und der Maria in einem mit sieben Reliefmedaillons geschmückten filigranen Rosenkranz umschlossen. Für die gleiche Kirche entstand auch ein Kruzifix. Ein Auftrag Raffaele Torrigianis von 1516 für die Dominikanerkirche ist nur mit einer Raphael-Tobias-Gruppe im Germanischen Nationalmuseum erhalten. Sein Sohn Andreas, der im Nürnberger Karmeliterkloster als Prior amtierte, beauftragte ihn 1520 mit seinem letzten Werk, dem Marienaltar für die Karmeliterkirche, der ausdrücklich ohne farbige Fassung bleiben sollte (1520–1523). Im Zuge der Reformation wurde das Kloster aufgelöst, die letzten Raten an Stoß nicht mehr bezahlt, der Altar kam in die Bamberger Obere Pfarrkirche Unserer Lieben Frau. Nach einer für das heutige, dunkle Erscheinungsbild verantwortlichen Restaurierung im 19. Jahrhundert sind seit 1937 die Reliefs des Mittelteils mit der Anbetung Christi und der Flügel im Bamberger Dom ausgestellt (weitere Teile sind im Diözesanmuseum).

### Familie
Nach der Fertigstellung des Krakauer Marienaltars war Stoß in Polen zu Ruhm und Wohlstand gekommen. Aus nicht näher bekannten Gründen übersiedelte er Anfang des Jahres 1496 nach Nürnberg. Unter anderem dürfte eine schwere Erkrankung seiner Frau ausschlaggebend gewesen sein. Sie starb im Juli 1496. 1497 hatte Stoß erneut geheiratet. Mit Christine Reinolt hatte er fünf Kinder. Sein Sohn Willibald Stoß († 1573 in Schweinfurt) war Bildschnitzer und lebte bis 1560 in Nürnberg. Dieser hatte die Söhne Philipp und Veit Stoß II.
Veit Stoß verstarb 1533 wohlhabend. Er wurde auf dem Nürnberger St.-Johannis-Friedhof bestattet (Grab St. Johannis I/0268).

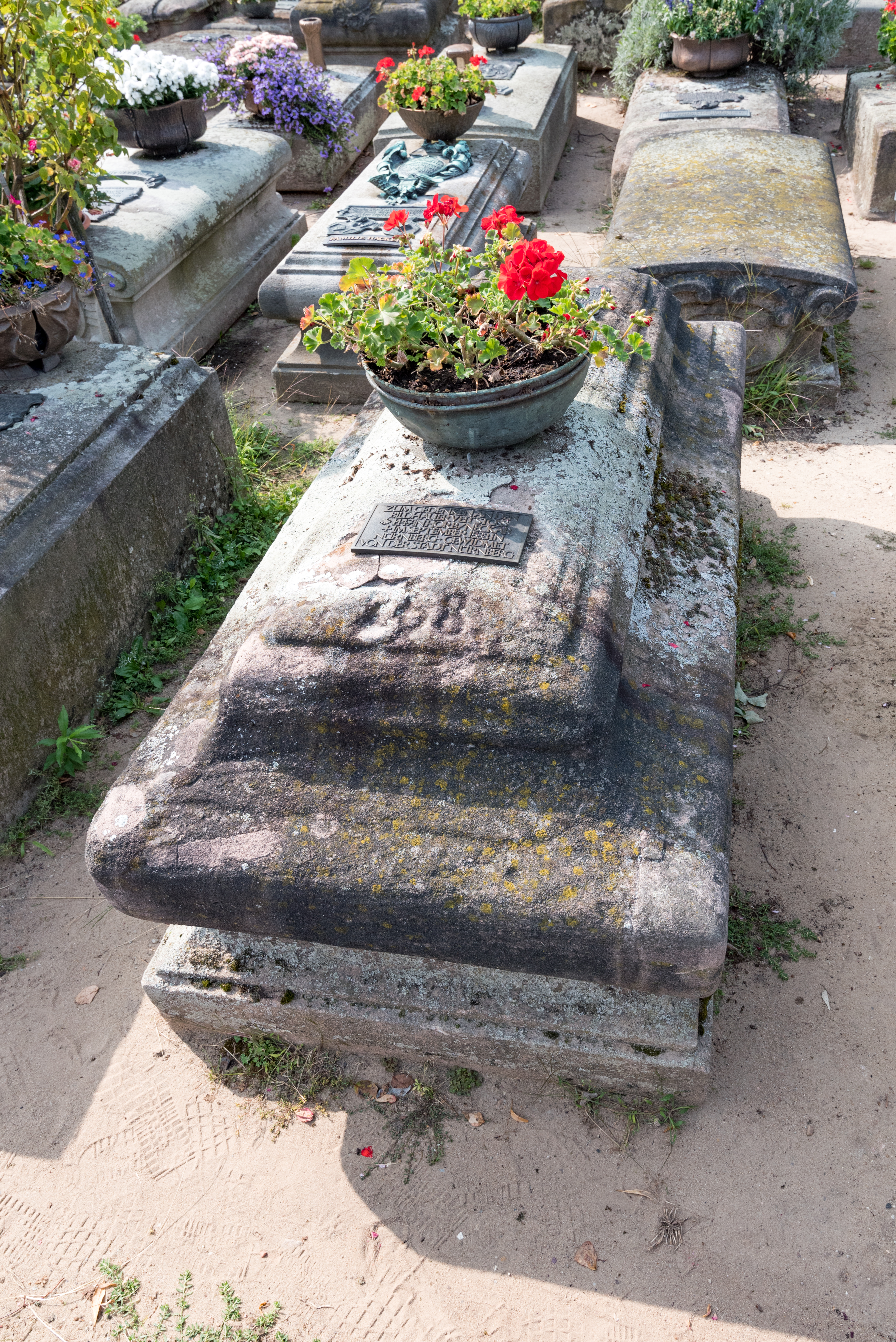
Stoß’ Grabstein aus Worzeldorfer Sandstein auf dem Johannisfriedhof Nürnberg

Jüdische Einwohner wurden in den 1490er Jahren aus der Stadt vertrieben. Am 2. März 1499 erwarb Stoß eines der wenige Wochen zuvor enteigneten jüdischen Häuser (bis zum Zweiten Weltkrieg als Judengasse 7 bzw. als Haus S939 nummeriert) in der Sebalder Altstadt. Das Haus wurde nach dem Tod von Veit Stoß 1534 durch seine Erben an Hans Behaim den Jüngeren verkauft.

### Prozess der Stadt gegen Stoß
In Nürnberg sind Spekulationsgeschäfte des Bildschnitzers verbürgt. Kurz vor 1500 verließ Stoß sich auf eine von einem ihm bekannten Nürnberger Kaufmann namens Jakob Baner gegebene Empfehlung für den Tuchhändler Hans Starzedel. In diesem Zusammenhang erhielt der zögerliche Stoß wohl eine Art „Bürgschaft“ von Baner für das anstehende Geschäft. Was Stoß nicht wusste, war, dass Baner selbst 600 Gulden bei Starzedel angelegt hatte und durch Stoß’ Einlage von dem Kaufmann, der in Zahlungsschwierigkeiten steckte, das eigene Geld zurückerhielt. Starzedel gab an, die von Stoß eingebrachte Geldsumme von 1265 Gulden in Tuche zu investieren, die er auf der Leipziger Messe mit hohem Gewinn verkaufen wollte. Als sich Starzedels Konkurs abzeichnete, entwendete ein Knecht Baners die Bürgschaft aus Stoß’ Besitz. Dies gab Stoß in seinem späteren Geständnis vor dem Rat der Stadt zu Protokoll.
Als Starzedel aus der Stadt geflohen war, klagte Stoß gegen den belangbaren Baner und berief sich auf die Bürgschaft. Der Rat forderte diese dann im Zuge des Prozesses ein. Daraufhin fertigte Stoß eine Fälschung des gestohlenen Dokuments an. Er wurde überführt, jedoch begnadigt. Als Ausweis seiner kriminellen Tat wurden ihm öffentlich beide Wangen mit einem glühenden Eisen als Schandmal durchbohrt. Zusätzlich verlor er seine bürgerliche Ehre und seine Freizügigkeit. Veit Stoß’ schwierige Lebenssituation wurde zusätzlich durch die Einmischung seines Schwiegersohns Jörg Trummer verschärft, der die Familie seiner Frau als ungerecht kompromittiert erachtete, eine Fehde gegen Jakob Baner ausrief und die Kaufmannszüge der Reichsstadt auf dem Weg zur Frankfurter Messe überfiel.
Stoß wurde wegen seiner anhaltenden Bemühungen um öffentliche Rehabilitierung und seines aggressiven Verhaltens vom Rat der Reichsstadt 1506 in einem Namensregister als ein unruwiger haylosser Burger, der einem E.[ehrbaren] Rat vnd gemainer Statt vil Unruw gemacht hatt und in einem Dekret als ein irrig vnd geschreyig man bezeichnet. Wegen seines überragenden Talents erhielt Stoß danach noch mehrere bedeutende Aufträge von einflussreichen Nürnberger Bürgern und auch von Kaiser Maximilian I., der ihn unter anderem an der Ausführung seines Grabmals beteiligte.

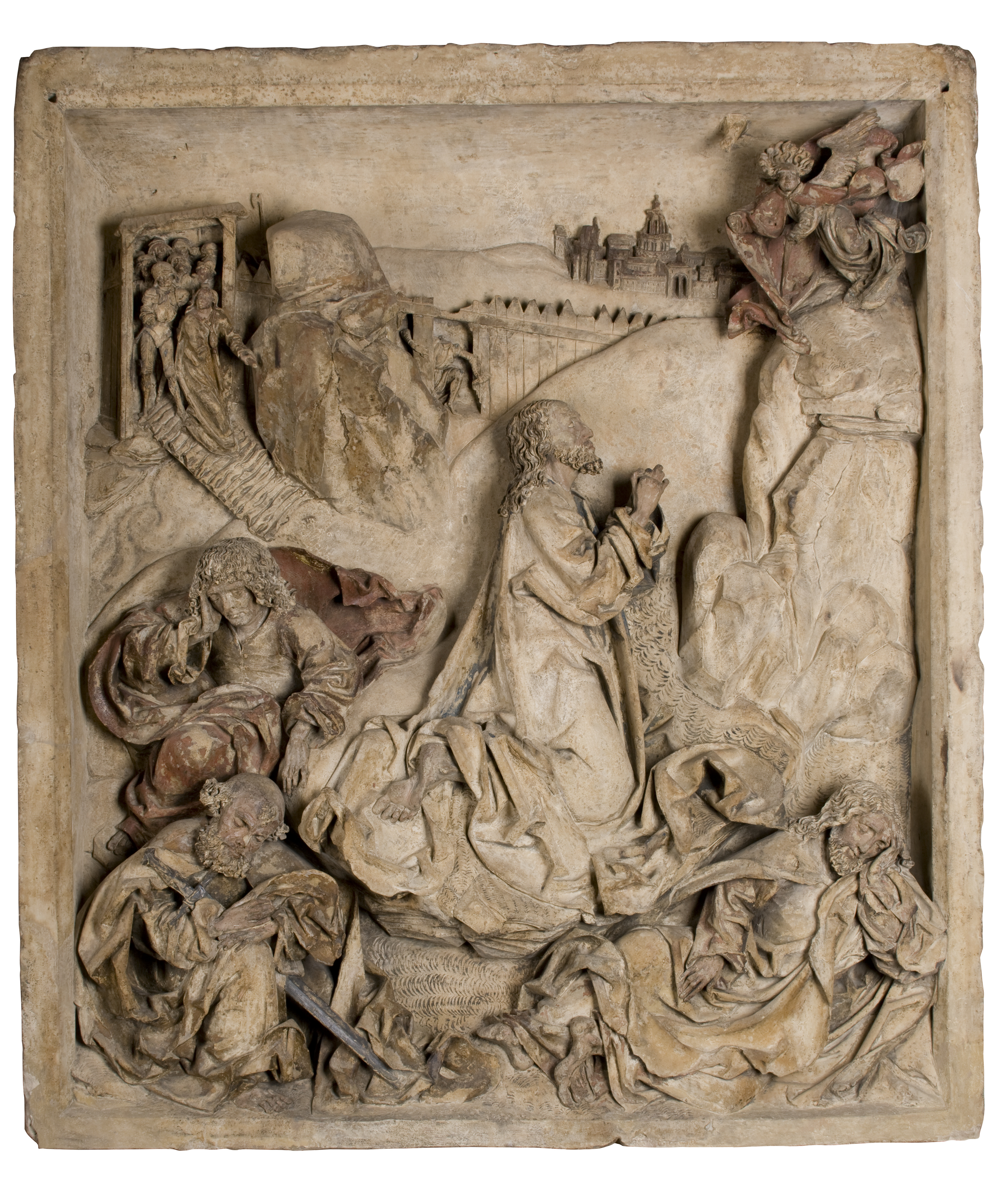
Jesus am Ölberg, Kalkstein, um 1485, vom Friedhof der Marienkirche, Krakau, Nationalmuseum Krakau
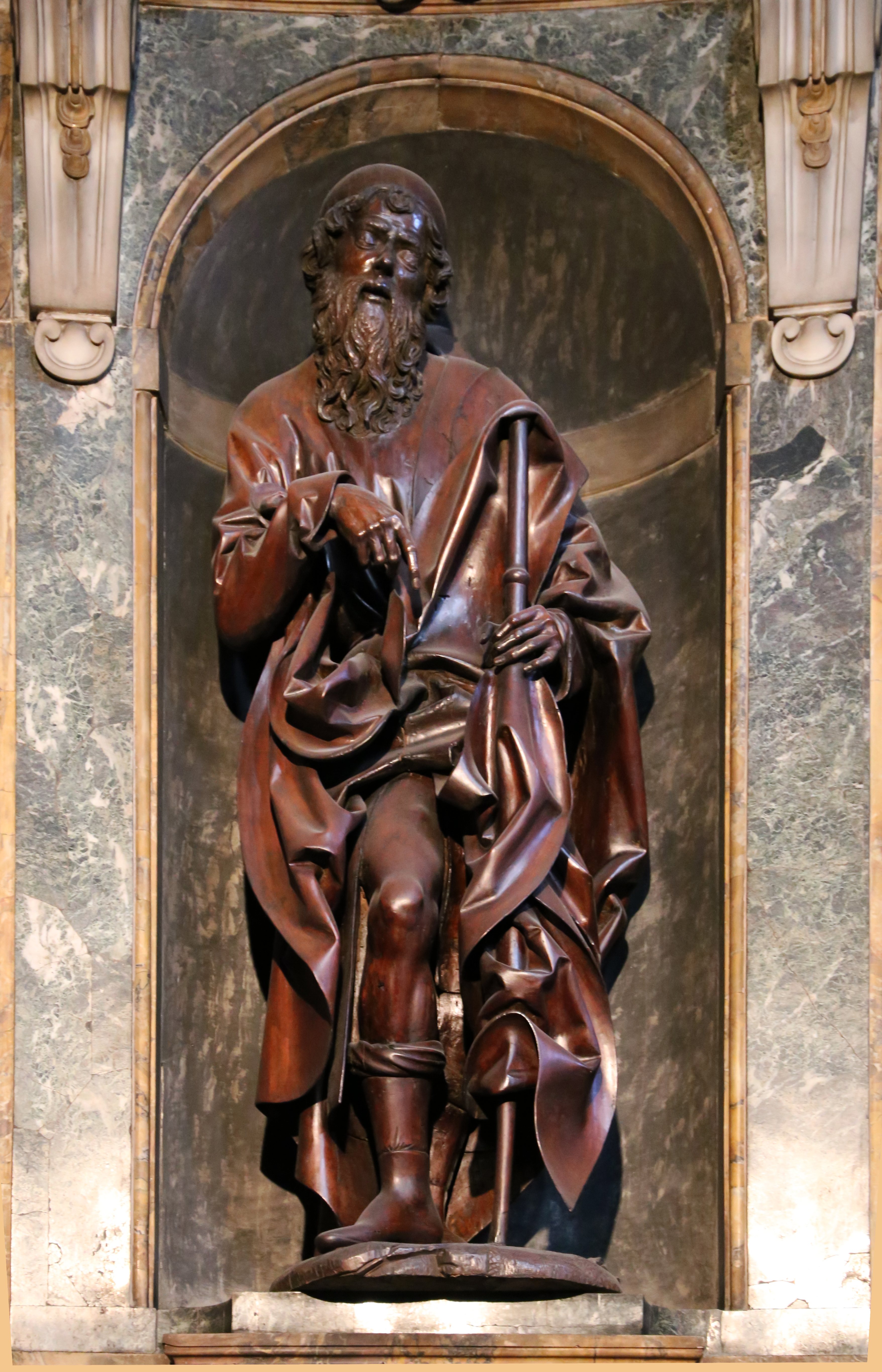
Hl. Rochus, Santissima Annunziata, Florenz, um 1520
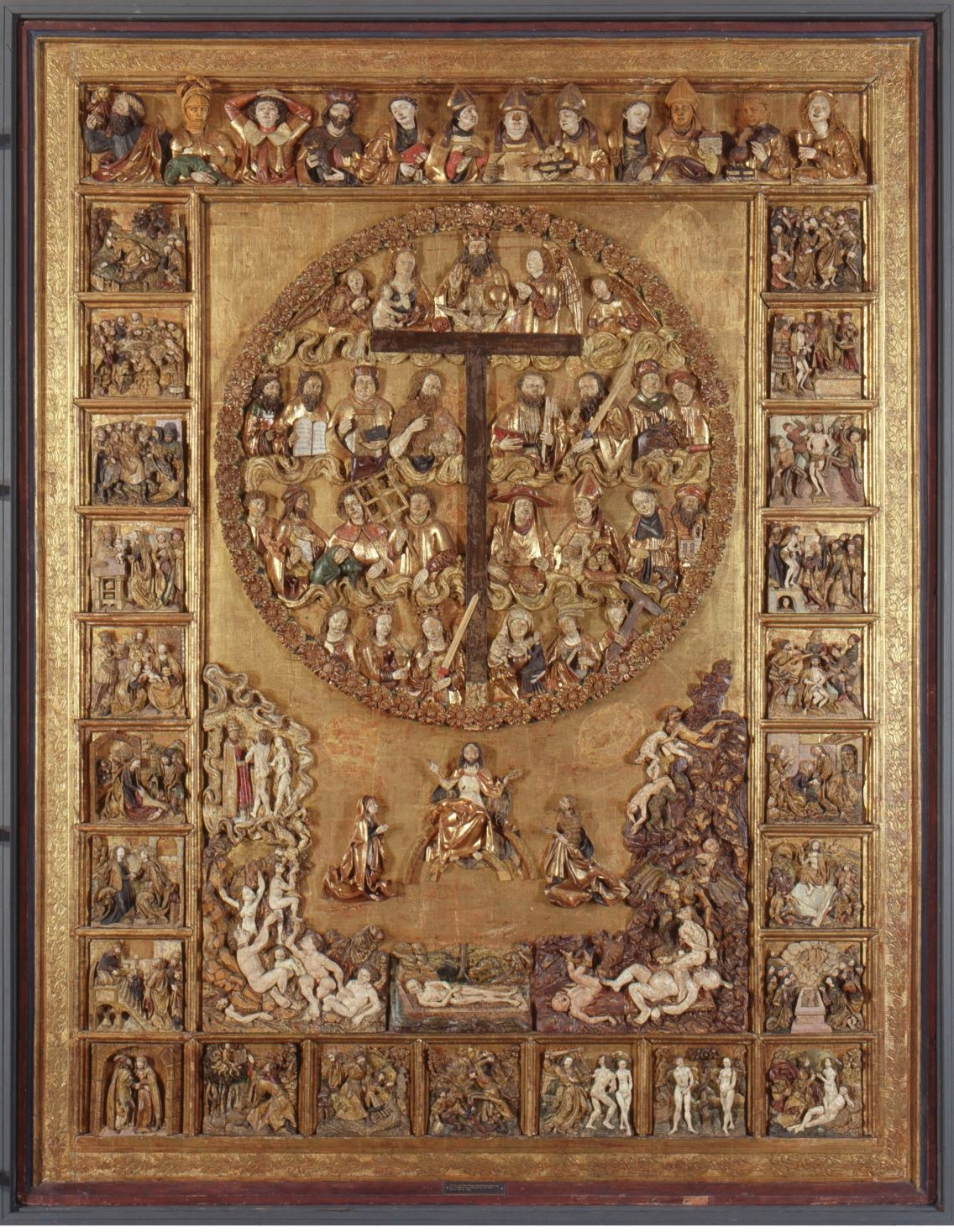
Rosenkranztafel aus der Werkstatt des Veit Stoß, Germanisches Nationalmuseum Nürnberg (1516).
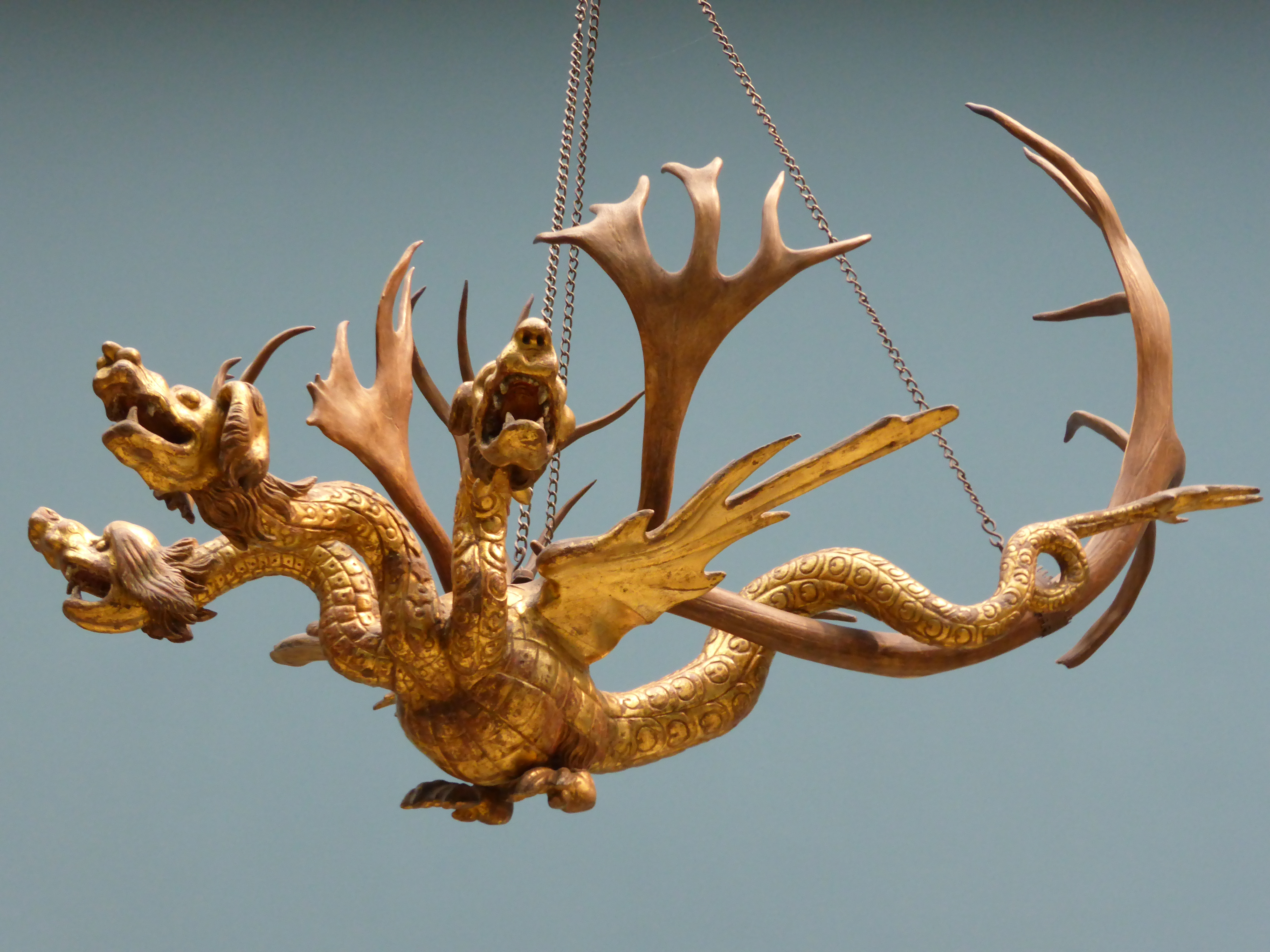
Drachenleuchter mit Rentiergeweih, nach einem Entwurf Dürers, 1522, Germanisches Nationalmuseum
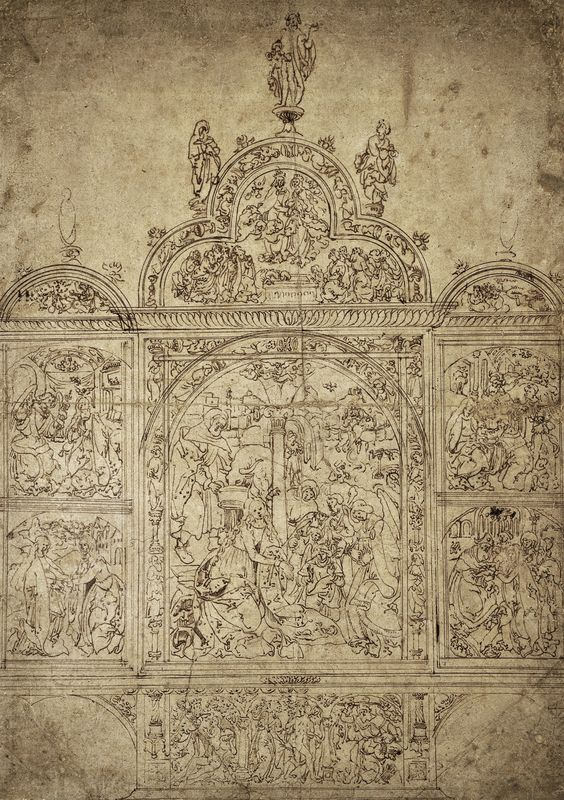
Visierung des Retabels für die Nürnberger Karmeliterkirche, 1520, Collegium Maius, Krakau
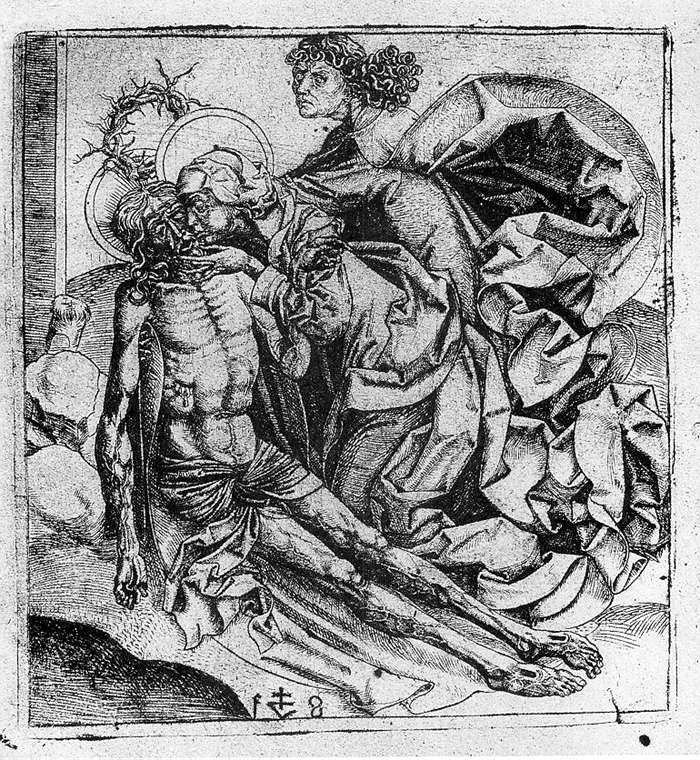
Beweinung Christi, Kupferstich, um 1500, Szépművészeti Múzeum, Budapest

## Chronologische Werkliste
- Krakauer Hochaltar in der Krakauer Marienkirche, 1477–1489
- Kruzifix des Heinrich Slacker, Marienkirche, Krakau, um 1489
- Grabdenkmal für König Kasimir IV. von Polen, Kathedrale auf dem Wawel, Krakau, 1492
- Großostheimer Krippchen, Werkstattarbeit, 1492, Bachgaumuseum Großostheim
- Grabdenkmal für Bischof Piotr von Bnin († 1494), Kathedrale von Włocławek
- Graddenkmal für Erzbischof Zbigniew Oleśnicki, Dom von Gnesen, 1496
- Marienaltar, Werkstattarbeit, um 1498 für den Konradinischen Salzburger Dom, seit 1885 in der Johanneskapelle der Benediktinerinnenabtei Nonnberg[18]
- Volckamersche Gedächtnisstiftung, St. Sebald, Nürnberg, 1499
- Leichnam der hl. Katharina, um 1500, Germanisches Nationalmuseum (Pl.O137)
- Christus am Kreuz aus dem Heilig-Geist-Spital, Nürnberg, um 1500, Germanisches Nationalmuseum (Pl.O.62)
- Hochaltar, Pfarrkirche Mariä Himmelfahrt, Schwaz, 1500–1503 (nicht erhalten)[19]
- Marienstatuette, um 1500–1505, Victoria and Albert Museum, London
- Holzmodell zur Grabplatte des Filippo Buonaccorsi (Callimachus), Dominikanerkirche Krakau, um 1500–1505
- Maria und Johannes aus der Nürnberger Frauenkirche, 1506/1507, heute in St. Sebald
- Hl. Andreas, St. Sebald, Nürnberg, um 1507–1510, Stiftung der Familie Tucher
- Rosenkranzaltar im Liebfrauenmünster Wolframs-Eschenbach, 1510
- Verkündigung an Maria, Wildenfels-Epitaph, Pfarrkirche Langenzenn, 1513
- Raphael-Tobias-Gruppe aus dem Dominikanerkloster Nürnberg, 1516, Germanisches Nationalmuseum
- Englischer Gruß, St. Lorenz, Nürnberg, 1517–1518
- Kruzifix, Nürnberg, St. Lorenz, um 1516–1520
- Hausmadonna von der Wunderburggasse, um 1520, Germanisches Nationalmuseum
- Hl. Veit im Ölkessel, 1520, Germanisches Nationalmuseum (Pl.O.3013)
- Hl. Rochus, Santissima Annunziata, Florenz, um 1520
- Wickelscher Kruzifixus, St. Sebald, Nürnberg, 1520
- Pömer-Epitaph mit der Auferweckung des Lazarus, St. Sebald (Außenwand), Nürnberg, 1520, für die Familie Pömer, Reste heute im Germanischen Nationalmuseum
- Drachenleuchter nach Entwurf Albrecht Dürers, 1522, Germanisches Nationalmuseum (HG68)
- Retabel für die Nürnberger Karmeliterkirche, 1520–1523, heute Bamberger Dom

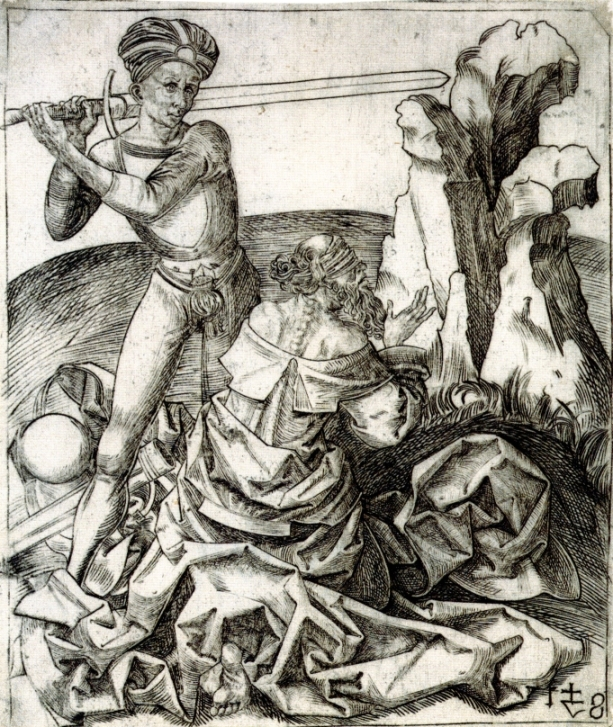
Marter des hl. Jakobus, Kupferstich, um 1505

### Zweidimensionale Werke
- Vier Gemäldetafeln mit Szenen aus der Kilianslegende, Münnerstadt, Pfarrkirche St. Maria Magdalena, 1504
- Präsentationszeichnung (Visierung) zum Retabel der Nürnberger Karmeliterkirche, Krakau, Muzeum Historyczne Uniwersytetu Jagiellońskiego, 1520
- 10 Kupferstiche, die in insgesamt nur 35 Abzügen erhalten sind: 
  - Auferweckung des Lazarus (8 Exemplare)
  - Granatapfelmadonna (6 Ex.)
  - Beweinung Christi (6 Ex.),
  - Heilige Familie im Zimmer (3 Ex.)
  - Marter des hl. Jakobus (3 Ex.)
  - Ehebrecherin vor Christus (2 Ex.)
  - Madonna im Zimmer (2 Ex.)
  - Marter der hl. Katharina (2 Ex.)
  - Gotisches Kapitell (2 Ex.)
  - Hl. Genovefa (1 Ex.)

## Würdigungen
Eine Büste von Stoß ist in der Ruhmeshalle in München aufgestellt. Zudem trägt der Stwosz-Eisfall in der Antarktis seinen Namen, ebenso der Asteroid (6106) Stoss.

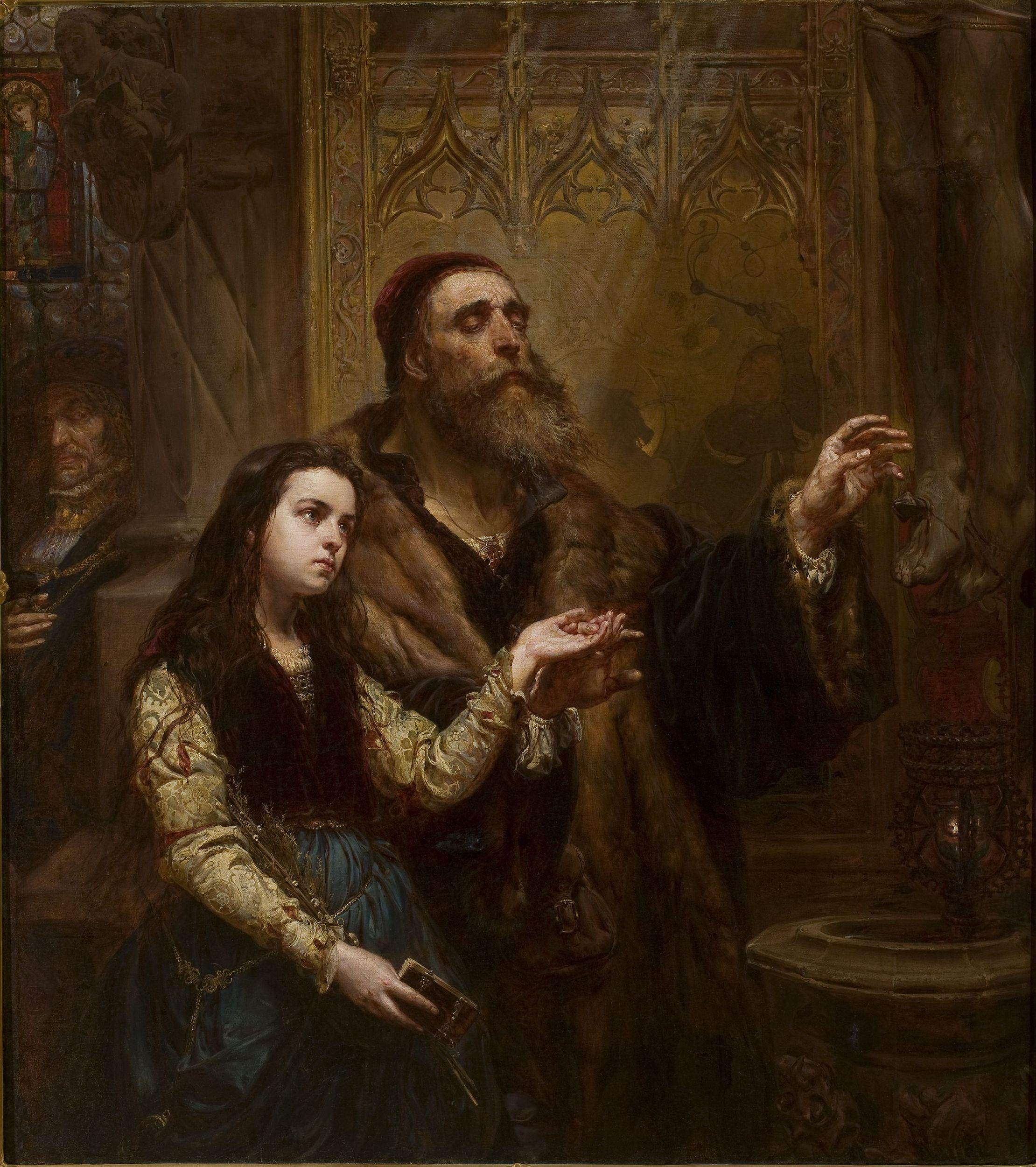
Veit Stoß mit Enkelin; Gemälde von Jan Matejko aus dem Jahr 1865, heute im Nationalmuseum Warschau

## Ausstellungen (Auswahl)
- 2019/2020: Helden, Märtyrer, Heilige. Wege ins Paradies im Germanischen Nationalmuseum in Nürnberg.[20]
- seit 2020: Kunst und Kapitalverbrechen – Veit Stoß, Tilman Riemenschneider und der Münnerstädter Altar. Bayerisches Nationalmuseum[21][22][23][24]

## Film
- Die Geschichte vom Saffianschuh. Kinderfilm. Polen 1961. Buch: Zdzislaw Skowronski, Wanda Zólkiewska, nach einer Erzählung von Antonin Dománski; Regie: Sylwester Checynski.